# U.S.D. Atletico Catania
Unione Sportiva Dilettantistica Atletico Catania là một câu lạc bộ bóng đá Ý được thành lập vào năm 1986 và có trụ sở tại Catania, Sicily. Trong suốt lịch sử của mình, câu lạc bộ đã chơi rộng rãi ở cấp độ chuyên nghiệp Serie C1 và Serie C2, gần như được thăng hạng lên Serie B trong hai lần trong những năm 1990. Câu lạc bộ hiện là một phần của giải đấu Promozione nghiệp dư được tổ chức trong khu vực, sau hai lần tan rã khiến Atletico Catania rơi xuống hàng ngũ thấp nhất của bóng đá quốc gia.

## Lịch sử
Câu lạc bộ được thành lập bởi doanh nhân người Catania Salvatore Tabita vào năm 1986, khi tái định cư câu lạc bộ bóng đá nghiệp dư Sporting Club Mascalucia 1969. Họ đã giành được danh hiệu địa phương và do đó được thăng lên Serie C2. Sau khi kết thúc ở vị trí thứ 10 trong mùa đầu tiên, họ tiếp tục đổi tên vào năm 1989 thành Atletico Leonzio và chuyển đến Lentini. Đội bóng sau đó được Franco Proto mua lại và giành được thăng hạng vào Serie C1 năm 1993.
Năm 1994, Proto, cố gắng thỏa mãn sự vắng mặt của một câu lạc bộ bóng đá ở thành phố Catania, thông qua câu lạc bộ từ Lentini. Các trận đấu trên sân nhà của họ đã được chuyển đến sân vận động có sức chứa 21.000 của Stadio Angelo Massimino. Điều này là do câu lạc bộ lịch sử và chính của Catania, Calcio Catania, đã bị FIGC hủy bỏ vào năm 1993; Tuy nhiên, Calcio Catania sau đó được đưa vào Sicilia Eccellenza do phán quyết của tòa án.
Câu lạc bộ đã đổi tên từ Atletico Leonzio thành Atletico Catania, thực hiện một động thái gây tranh cãi, đặc biệt trong mắt người hâm mộ của câu lạc bộ từ Lentini. Họ đã chơi bảy mùa ở Serie C, tiến gần tới việc thăng hạng lên Serie B hai lần, lọt vào vòng playoffs trong cả mùa 1996-97 và 1997-98, nhưng đã bỏ lỡ cả hai lần.

### Thời gian gần đây
Những năm 2000 đã khó khăn hơn nhiều cho câu lạc bộ. Họ đã xuống hạng Eccellenza vào năm 2001 vì những khó khăn tài chính. Năm 2002, Proto đã bán câu lạc bộ cho Paolo Pinazzo và Gianfranco Vullo. Atletico Catania tiếp tục trượt xuống, và một lần nữa bị giải thể vào năm 2005, khi một nhóm những người ủng hộ do Santino Crisafi dẫn đầu thành lập một câu lạc bộ mới với cái tên hiện tại và đăng ký nó cho Terza Cargetoria, bộ phận thấp nhất trong bóng đá Ý, cho mùa giải 2005-06. Năm đó Atletico Catania đạt vị trí thứ tư, không đủ để thăng hạng. Tuy nhiên, không lâu trước khi bắt đầu mùa giải 2006-07, Atletico Catania đã giành được danh hiệu Sant'Agata li Battiati khiến họ có thể chơi ở Prima Cargetoria. Câu lạc bộ mới đã kết thúc mùa giải 2006-07 ở vị trí thứ tám. Câu lạc bộ được đổi tên thành USD Atletico Catania cho mùa 2007-08, khi Atletisti giành chiến thắng tại vòng F của giải đấu Prima Categoria, do đó được thăng hạng lên Promozione cho mùa giải 2008-09. Họ đã hoàn thành mùa Promozione đầu tiên ở vị trí thứ tám, chơi các trận đấu tại nhà ở thị trấn lân cận Aci Bonaccorsi. Họ đã quay trở lại Catania cho mùa giải 2009-10, chơi tại giải đấu "Comiaale" Zia Lisa. Họ đã thăng hạng Sicilia Eccellenza trong mùa 2010-11 nhưng đã xuống hạng trở lại Promozione ở mùa giải tiếp theo sau khi kết thúc thứ 14.

## Huấn luyện viên cũ đáng chú ý
- liên_kết=|viền Francesco D'Arrigo
- liên_kết=|viền Roberto Morinini
- liên_kết=|viền Pietro Paolo Virdis